# Labatut, Landes
Labatut là một xã, thuộc tỉnh Landes trong vùng Nouvelle-Aquitaine. Xã này có diện tích 20,95 km², dân số năm 2006 là 1205 người. Xã này nằm ở khu vực có độ cao trung bình 46 mét trên mực nước biển.

## Biến động dân số
| Năm | 1962  | 1968  | 1975 | 1982  | 1990 | 1999  | 2006  |
| --- | ----- | ----- | ---- | ----- | ---- | ----- | ----- |
| Dân số | 1 124 | 1 147 | 992  | 1 034 | 952  | 1 102 | 1 205 |
| From the year 1962 on: No double counting—residents of multiple communes (e.g. students and military personnel) are counted only once. |       |       |      |       |      |       |       |